# NUTS:SI

Kohäsionsregionen (kohezijske regije) und statistische Regionen (statistične regije) (Stand 2015)

Statistischen Regionen Sloweniens (Stand 2015)

Als NUTS:SI oder NUTS-Regionen in Slowenien bezeichnet man die territoriale Gliederung Sloweniens gemäß der europäischen „Systematik der Gebietseinheiten für die Statistik“ (NUTS).

## Grundlagen
In Slowenien werden die drei NUTS-Ebenen und die LAU-Ebene wie folgt belegt:
| NUTS-1: | 001 = Slowenien                                |
| NUTS-2: | 002 Kohezijske regije (Kohäsionsregionen)      |
| NUTS-3: | 012 Statistične regije (statistische Regionen) |
| LAU:    | 212 Občine (Gemeinden)                         |

## Liste der NUTS-Regionen in Slowenien
| NUTS 1 | NUTS 1    | NUTS 2 | NUTS 2                                   | NUTS 3 | NUTS 3                                           | NUTS 3                    | NUTS 3 |
| ------ | --------- | ------ | ---------------------------------------- | ------ | ------------------------------------------------ | ------------------------- | ------ |
| SI0    | Slovenija | SI03   | Vzhodna Slovenija (Östliches Slowenien)  | SI031  | Pomurska                                         | Murgebiet                 |  09    |
| SI0    | Slovenija | SI03   | Vzhodna Slovenija (Östliches Slowenien)  | SI032  | Podravska                                        | Draugegend                |  08    |
| SI0    | Slovenija | SI03   | Vzhodna Slovenija (Östliches Slowenien)  | SI033  | Koroška                                          | Unterkärnten              |  04    |
| SI0    | Slovenija | SI03   | Vzhodna Slovenija (Östliches Slowenien)  | SI034  | Savinjska                                        | Sann-Gegend               |  10    |
| SI0    | Slovenija | SI03   | Vzhodna Slovenija (Östliches Slowenien)  | SI035  | Zasavska                                         | Obere Save-Gegend         |  12    |
| SI0    | Slovenija | SI03   | Vzhodna Slovenija (Östliches Slowenien)  | SI036  | Posavska bis 2014: Spodnjeposavska               | Untere Save-Gegend        |  11    |
| SI0    | Slovenija | SI03   | Vzhodna Slovenija (Östliches Slowenien)  | SI037  | Jugovzhodna Slovenija                            | Südostslowenien           |  03    |
| SI0    | Slovenija | SI03   | Vzhodna Slovenija (Östliches Slowenien)  | SI038  | Primorsko-notranjska bis 2014: Notranjsko-kraška | Innerkrainer- Karstgegend |  05    |
| SI0    | Slovenija | SI04   | Zahodna Slovenija (Westliches Slowenien) | SI041  | Osrednjeslovenska                                | Zentralslowenien          |  07    |
| SI0    | Slovenija | SI04   | Zahodna Slovenija (Westliches Slowenien) | SI042  | Gorenjska                                        | Oberkrain                 |  01    |
| SI0    | Slovenija | SI04   | Zahodna Slovenija (Westliches Slowenien) | SI043  | Goriška                                          | Gorica-Gebiet             |  02    |
| SI0    | Slovenija | SI04   | Zahodna Slovenija (Westliches Slowenien) | SI044  | Obalno-kraška                                    | Küsten- und Karstgebiet   |  06    |

## Neuordnung ab 2015
Am 1. Januar 2015 änderte sich der Name der Statistischen Region Spodnjeposavska auf: Posavska, der Name der Region Notranjsko-kraška auf Primorsko-notranjska.

Die Region Posavska wurde ab 2015 um die beiden Gemeinden Radeče und Bistrica ob Sotli aus der Statistischen Region Savinjska vergrößert, die Gemeinde Litija aus der Region Osrednjeslovenska kam zur Region Zasavska.

Dadurch änderten sich die Grenzen von vier NUTS-3-Regionen sowie der beiden NUTS-2-Regionen.